# Arturs Neikšāns
Arturs Neikšāns (ur. 16 marca 1983 w Valce) – łotewski szachista, arcymistrz od 2012 roku.

## Kariera szachowa
Od końca lat 90. XX wieku należy do ścisłej czołówki łotewskich szachistów. Dwukrotnie (1999, 2011) zdobył tytuły indywidualnego mistrza kraju, był również trzykrotnym (2000, 2006, 2012) uczestnikiem szachowych olimpiad oraz dwukrotnie (1999, 2011) reprezentował narodowe barwy w drużynowych mistrzostwach Europy.
W 2001 r. zdobył w Tallinnie złoty medal mistrzostw krajów bałtyckich juniorów, natomiast w 2002 r. zwyciężył w memoriale Aivarsa Gipslisa w Rydze. W 2006 r. podzielił I m. (wspólnie z Aloyzasem Kveinysem) w otwartym turnieju w Mežezers. W 2009 r. zwyciężył w Poniewieżu, wypełniając pierwszą normę na tytuł arcymistrza, w 2010 r. zwyciężył w memoriale Józefa Kochana w Koszalinie, a podczas turnieju open w Lleidzie wypełnił druga normę arcymistrzowską. W 2011 r. wypełnił trzecią normę arcymistrzowską, podczas drużynowych mistrzostw Europy w Pórto Cárras.
Najwyższy ranking w dotychczasowej karierze osiągnął 1 grudnia 2016 r., z wynikiem 2631 punktów.